# Canoas, Querétaro Arteaga
Canoas är en ort i Mexiko.   Den ligger i kommunen San Joaquín och delstaten Querétaro Arteaga, i den centrala delen av landet, 170 km norr om huvudstaden Mexico City. Canoas ligger 2 296 meter över havet och antalet invånare är 465.
Terrängen runt Canoas är bergig söderut, men norrut är den kuperad. Runt Canoas är det ganska glesbefolkat, med 39 invånare per kvadratkilometer. Närmaste större samhälle är El Aguacate, 7,9 km öster om Canoas. I omgivningarna runt Canoas växer huvudsakligen savannskog.